# Ichneumon bicoloranus
Ichneumon bicoloranus är en stekelart som först beskrevs av Joseph Augustine Cushman 1938.  Ichneumon bicoloranus ingår i släktet Ichneumon och familjen brokparasitsteklar. Inga underarter finns listade i Catalogue of Life.